# Етелинда Нортхаймска
Етелинда Нортхаймска (на немски: Ethelinde von Northeim; * ок. 1050, † сл. 1075) от графския род Нортхайми, e чрез женитба херцогиня на Бавария и по-късно графиня на Калвеланге. Тя е наследничка на Графство Емсланд.

## Произход
Тя е най-възрастната дъщеря на Ото II фон Нортхайми (1020 – 1083), херцог на Бавария (упр. 1060 – 1070) и съпругата му Рихенза Швабска (1025 – 1083), дъщеря на херцог Ото II от Швабия. Чрез майка си е праправнучка на император Ото II.

## Фамилия
Етелинда се омъжва първо през 1062 г. за Велф I д’Есте (1030/1040 – 1101) херцог на Бавария от фамилията Велфи, син на маркграф Алберто Ацо II д’Есте от Милано и съпругата му Кунигунда от Алтдорф. Двамата нямат деца и се развеждат през 1070 г.
Етелинда се омъжва втори път през 1070 г. за Херман I († 1082) граф на Калвеланге. Те имат един син:
- Херман I (1075 – 1134), граф на Калвелаге и граф на Равенсберг, женен за Юдит фон Цутфен, дъщеря на граф Ото II фон Цутфен.